# Alice Júnior
Alice Júnior é um filme brasileiro de comédia dirigido por Gil Baroni e com roteiro de Luiz Bertazzo e Adriel Nizer Silva.
O filme teve sua estreia nacional em setembro de 2019, durante o Festival de Vitória. Em dezembro de 2019, Alice Júnior foi exibido durante a "Mostra Première Brasil: Geração", do Festival do Rio, durante o qual venceu os prêmios Felix por melhor direção e Júri Popular (Geração). O filme teve sua estreia internacional em fevereiro de 2020, durante o Festival Internacional de Cinema de Berlim.

## Sinopse
O filme conta a história de Alice (Anne Celestino), uma YouTuber transgênera, que por causa de um desafio profissional dado ao pai Jean (Emmanuel Rosset) se muda com ele de um bairro nobre de Recife para uma cidade do interior do Paraná. Alice, que já sofria com cyberbullying, agora se vê lidando também com pessoas conservadoras. Contudo, a jovem precisa sobreviver ao ensino médio e ao preconceito para conquistar seu maior desejo: dar o primeiro beijo.

## Elenco
- Anne Celestino Mota como Alice Júnior
- Emmanuel Rosset como Jean Genet
- Surya Amitrano como Taísa
- Matheus Moura como Bruno
- Thaís Schier como Viviane
- Katia Horn com Marisa
- Gustavo Piaskoski como Guilherme
- Antonia Montemezzo como Manoela
- Igor Augustho como Lino Neto
- Melissa Locatelli como Sininho / Rita Rubão

## Produção
O filme foi gravado em locação no estado do Paraná. A fictícia cidade de Araucárias do Sul teve como cenário a Região Metropolitana de Curitiba, sendo gravado na cidade de Lapa.

## Prêmios e indicações
Em dezembro de 2019, venceu nas categorias de Melhor Atriz, Melhor Atriz Coadjuvante, Melhor Montagem e Melhor Trilha Sonora no Festival de Brasília, também sendo indicado às categorias de Melhor Longa-Metragem, Melhor Direção e Melhor Roteiro.
| Ano  | Prêmio/Festival         | Categoria                                     | Resultado |
| ---- | ----------------------- | --------------------------------------------- | --------- |
| 2019 | Festival de Brasília    | Melhor Longa-Metragem                         | Indicado  |
| 2019 | Festival de Brasília    | Melhor Direção (Gil Baroni)                   | Indicado  |
| 2019 | Festival de Brasília    | Melhor Atriz (Anne Mota)                      | Venceu    |
| 2019 | Festival de Brasília    | Melhor Atriz Coadjuvante (Thaís Schier)       | Venceu    |
| 2019 | Festival de Brasília    | Melhor Roteiro                                | Indicado  |
| 2019 | Festival de Brasília    | Melhor Montagem                               | Venceu    |
| 2019 | Festival de Brasília    | Melhor Trilha Sonora                          | Venceu    |
| 2019 | Milwaukee Film Festival | Melhor Filme                                  | Indicado  |
| 2019 | Festival do Rio         | Prêmio Félix (Melhor Longa-Metragem Nacional) | Venceu    |
| 2019 | Festival do Rio         | Melhor Filme (júri pupular)                   | Venceu    |

[carece de fontes?]